# 聖卡塔里納馬薩瓦特
聖卡塔里納馬薩瓦特（西班牙語：Santa Catarina Masahuat），是薩爾瓦多的城鎮，位於該國西部，由松索納特省負責管轄，面積30.92平方公里，海拔高度613米，2007年人口10,076，人口密度每平方公里325.87人。
13°47′N 89°46′W / 13.783°N 89.767°W